# Zbór w Wodzisławiu Śląskim
Zbór w Wodzisławiu Śląskim – protestancka wspólnota wyznaniowa z siedzibą w Wodzisławiu Śląskim. Stanowi niezależny zbór należący do nurtu kościołów lokalnych wpisany 14 maja 1990 do rejestru Kościołów i związków wyznaniowych Ministerstwa Spraw Wewnętrznych i Administracji. Reprezentuje trzecią falę pentekostalizmu.

## Historia
Geneza powstania zboru sięga ożywienia życia duchowego w latach 80. XX wieku. Na skutek niego również osoby z Wodzisławia i okolic tego miasta doświadczały nowego narodzenia. W następstwie tych przeżyć, nie widząc możliwości dalszego funkcjonowania w swoich dotychczasowych kościołach, stawały się częścią wspólnot ewangelikalnych. Jednak w związku z odmiennym poglądem części z nich dotyczącym funkcjonowania Kościoła i uznawania organizacji struktur kościelnych za nieprzystającą do wzorców wspólnot pierwszych chrześcijan opisanych w Dziejach Apostolskich i innych księgach Nowego Testamentu, około 30 osób postanowiło o utworzeniu kościoła lokalnego.
Odrzucona została forma organizacji religijnej skupiającej pod sobą wiele społeczności chrześcijańskich w poszczególnych miejscowościach, ponieważ przyjęto, że taki Kościół został już założony przez Jezusa Chrystusa, w związku z tym nie są wymagane ludzkie struktury grupujące wszystkie kościoły lokalne w różnych miejscowościach. Uznano, że każda hierarchia jednocząca poszczególne kościoły lokalne powinna być traktowana jako panowanie w Kościele człowieka zamiast Chrystusa. Określenie „Zbór” w nazwie wspólnoty przyjęto za synonim „Kościoła w miejscowości” za Biblią warszawską.
Z biegiem czasu do niezależnego zboru (Kościoła) w Wodzisławiu Śląskim zaczęły dołączać kolejne osoby, zarówno nowo nawrócone, jak i w wyniku przejścia z innych denominacji ewangelikalnych. W związku z tym wspólnota spotykająca się początkowo w prywatnym mieszkaniu wynajęła salę świetlicy osiedlowej, a następnie wybudowała własny obiekt.

## Doktryna i działalność
Wspólnota uważa Pismo Święte za natchnione przez Boga, traktując je jako jedyny i doskonały autorytet w sprawach wiary oraz prowadzenia nauczania.
Kościół traktowany jest jako Ciało Chrystusa, a wspólnota odnosi to miano jedynie do wspólnot wierzących, a nie do budynków. W związku z tym odrzuca pogląd o szczególnej Bożej obecności w obiektach sprawowania kultu religijnego. Bóg ma być obecny w Kościele jako wspólnocie wierzących dzięki swojemu Duchowi.
Członkowie zboru wierzą, że Bóg pragnie wybawić ludzi od grzechu i śmierci oraz ofiarować im życie wieczne. Uznają, że Jezus Chrystus poniósł śmierć na krzyżu w celu zbawienia każdego człowieka z osobna oraz za cały Kościół. Członkowie jego Kościoła nie powinni żyć już tylko dla siebie, ale dla Jezusa i są zobowiązani do wypełniania jego zamierzeń.
Według doktryny wspólnoty do Kościoła Chrystusa mogą należeć jedynie dzieci Boże, jako, że stanowi on Boży dom. Przyjmuje, że dziećmi Bożymi można stać się poprzez narodzenie z Boga i przyjęcie go. Ma to nastąpić tylko poprzez wiarę i uznanie Jezusa za Pana i Zbawiciela. Zbór głosi, że nie można tego uczynić poprzez żadne obrzędy oraz uczynki. W momencie nowego narodzenia człowiek ma przyjmować Ducha Świętego.
Nie jest stosowana hierarchia kościelna i podział na osoby świeckie i duchowieństwo. Uznaje się wszystkich wierzących za kapłanów Boga, a funkcja ta wyrażana jest poprzez wzajemne usługiwanie wiernych zarówno w sprawach duchowych, jak i w kwestiach dotyczących życia codziennego.
Wieczerza Pańska jest traktowana jako przypomnienie Jezusa, jego dzieła oraz śmierci na krzyżu, jak również udział w zagwarantowanym przez niego zbawieniu. Ma być ona uczestnictwem w Ciele Chrystusa, oznaczającym wspólnotę Kościoła.
Zbór w Wodzisławiu Śląskim przyjmuje misyjny nakaz wydany przez Jezusa i prowadzi działania w celu jego wypełniania. Głosi zbawienie tylko z łaski przez wiarę, której wyrazem ma być przyjęcie Jezusa jako Pana i Zbawiciela. Propaguje swoje rozumienie organizacji Kościoła oraz przygotowanie wiernych na powtórne przyjście Chrystusa. Prowadzi działania ewangelizacyjne poprzez indywidualne rozmowy, odwiedziny u zainteresowanych oraz regularne publiczne głoszenie na Rynku w Wodzisławiu Śląskim. Organizuje działania misyjne na terenie Polski, jak i poza jej granicami. Włącza się we współpracę z innymi Kościołami chrześcijańskimi, również zagranicznymi.

## Statystyki

### Dane według statystycznych ankiet wyznaniowych
| Rok  | Liczba wiernych | Liczba starszych |
| ---- | --------------- | ---------------- |
| 1992 | 87              |                  |
| 1993 | 79              |                  |
| 1994 | 79              |                  |
| 1995 | 75              |                  |
| 1996 | 67              |                  |
| 1997 | 67              |                  |
| 1998 | 71              |                  |
| 2000 | 80              | 3                |
| 2001 | 85              |                  |
| 2002 | 84              |                  |
| 2003 | 83              |                  |
| 2004 | 94              |                  |
| 2005 | 93              | 3                |
| 2006 | 91              | 3                |
| 2007 | 89              | 3                |
| 2008 | 92              | 3                |
| 2010 | 105             | 3                |
| 2011 | 110             | 3                |
| 2012 | 115             | 3                |
| 2013 | 118             | 3                |
| 2014 | 114             | 3                |
| 2015 | 109             | 3                |
| 2016 | 105             | 3                |
| 2017 | 103             | 3                |
| 2018 | 102             | 3                |
| 2019 | 96              | 4                |
| 2020 | 96              | 4                |
| 2021 | 95              | 3                |
| 2022 | 84              | 2                |
| 2023 | 74              | 2                |

### Dane według wyników spisów powszechnych
| Spis powszechny               | Liczba deklaracji |
| ----------------------------- | ----------------- |
| Narodowy Spis Powszechny 2011 | 1–99              |
| Narodowy Spis Powszechny 2021 | 71                |